# Alberto I d'Asburgo
Alberto I d'Asburgo (Rheinfelden, luglio 1255 – Brugg, 1º maggio 1308) è stato duca d'Austria dal 1282 al 1308 e re dei Romani dal 1298 al 1308.

## Biografia
Ricevette il Ducato d'Austria nel 1282 dal padre Rodolfo I d'Asburgo, re dei Romani, dopo la battaglia di Marchfeld su Ottocaro II, assieme al fratello Rodolfo II, morto nel 1290. Ben presto suscitò un vasto scontento tra la nobiltà dei ducati, a causa della sua politica volta a mettere in disparte le famiglie locali sostituendole con nobili svevi a lui legati, soprattutto i conti di Wallsee. Le prime rivolte avvennero in Stiria, nel 1291, e nel 1295 a rivoltarsi fu la nobiltà dell'Austria. Anche a Vienna Ottokar Přemysl fu a lungo preferito ad Alberto, anche per i consistenti rapporti commerciali verso l'area boema. Ciononostante nel 1296 a Vienna fu concesso un nuovo statuto, il primo ad essere composto in lingua tedesca.
Dopo la morte del padre Rodolfo, avvenuta nel 1291, i principi tedeschi si rifiutarono di riconoscere il diritto al trono di Alberto e elessero re dei Romani Adolfo di Nassau. Con l'aiuto di una coalizione di principi tedeschi, Alberto riuscì a deporre Adolfo e gli succedette nel 1298. Lo scontro tra Adolfo e Alberto venne deciso nella battaglia di Göllheim, nella quale Adolfo venne ucciso. Grazie ai rapporti matrimoniali con la Francia, Alberto riuscì a stipulare un trattato di pace con Filippo IV il Bello, con il quale era in contrasto per questioni di confine.

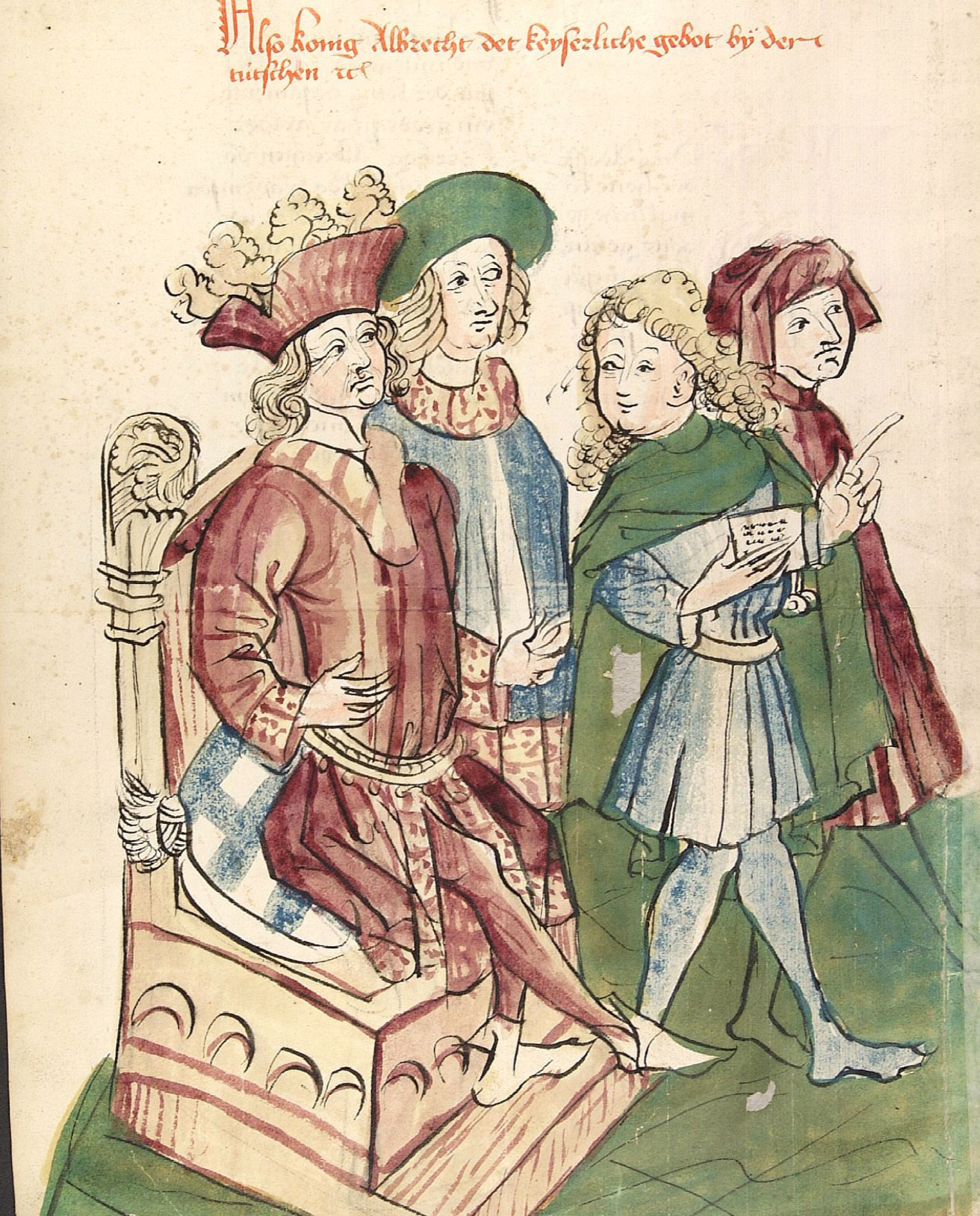
Alberto invia un messo a Papa Bonifacio VIII, rappresentazione del 1450.

Alberto dovette intervenire con durezza anche per tutelare i diritti doganali imperiali, costringendo gli arcivescovi e il conte palatino del Reno alla capitolazione. Papa Bonifacio VIII era però contrario allo scioglimento del collegio dei principi. Il riconoscimento papale giunse solamente nel 1303, in cambio di importanti concessioni che limitavano fortemente l'autorità imperiale, soprattutto in Italia, che potevano essere intese persino come l'obbligo di un giuramento di fedeltà dell'Imperatore al Papa.
Alberto parve giungere ad un passo dall'unificazione politica dell'intera Europa Centrale quando, alla morte di Venceslao III, re di Boemia, riuscì a mettere sul trono di Praga suo figlio Rodolfo. Ma la nobiltà boema si ribellò decidendo di rovesciarlo. Alberto li costrinse ben presto a riconoscere il nuovo re, il quale però, durante la compagna bellica, morì di tifo. Gli successe il mainardino Enrico di Carinzia e Tirolo.
Nel 1307 però egli subì una pesante sconfitta, nei suoi piani per l'egemonia asburgica. In relazione alla controversia su un feudo in Turigia e Meißen, Alberto perse la battaglia di Lucka contro i figli di Alberto II di Meißen, della casata di Wettin: come re, Alberto, con un grosso esercito, invase l'Osterland, ma il 31 maggio 1307 Dietrich IV di Lausitz e Federico I di Meißen, che lo attendevano a capo di cittadini e contadini armati insieme a un gruppo di cavalieri del Braunschweig, gli inflissero una sonora sconfitta.
Durante il suo regno, si impegnò per migliorare le condizioni dei servi della gleba, degli ebrei e della classe mercantile. Contemporaneamente condusse senza successo una guerra contro la Turingia. Mentre cercava di riconquistarla, venne assassinato dal nipote, Giovanni il Parricida, cui aveva sottratto ingiustamente l'eredità. Gli succedette Enrico di Lussemburgo, che divenne imperatore del Sacro romano impero con il nome di Enrico VII.
Il medievalista tedesco Bernd Schneidmüller inserisce Alberto I nella sua lista dei "re-conti", gli imperatori o re dei Romani dei secoli XIV e XV anteriori al definitivo passaggio del titolo imperiale alla Casa d'Asburgo.

## Discendenza
Nel 1276 sposò a Vienna Elisabetta di Tirolo-Gorizia dalla quale ebbe i seguenti figli:
- Anna (1280 - 19 marzo 1328);
- Agnese (18 maggio 1281 - 10 giugno 1364);
- Rodolfo III (ca. 1282 - 4 luglio 1307), re di Boemia;
- Elisabetta (1285 - 19 maggio 1352);
- Federico il Bello d'Asburgo (1289 - 13 gennaio 1330), re dei Romani e coreggente del Sacro Romano Impero;
- Leopoldo I (4 agosto 1290 - 28 febbraio 1326), duca d'Austria;
- Caterina (ottobre 1295 - 18 gennaio 1323);
- Alberto II (12 dicembre 1298 - 20 luglio 1358), duca d'Austria;
- Enrico il Gioioso (1299 - 3 febbraio 1327), duca d'Austria;
- Mainardo (1300-1301);
- Ottone il Gioioso (23 luglio 1301 - 17 febbraio 1339), duca d'Austria;
- Guta (1302 - marzo 1329).

## Ascendenza
|                         |                          |                           | Genitori                           |  |  | Nonni |  |  | Bisnonni           |  |  | Trisnonni            |  |
|                         |                          |                           |                                    |  |  |       |  |  | Rodolfo il Vecchio |  |  | Alberto III il Ricco |  |
|                         |                          |                           |                                    |  |  |       |  |  | Rodolfo il Vecchio |  |  | Alberto III il Ricco |  |
|                         |                          | Ida di Pfullendorf        |                                    |  |  |       |  |  | Rodolfo il Vecchio |  |  |                      |  |
| Alberto IV il Saggio    |                          |                           |                                    |  |  |       |  |  | Rodolfo il Vecchio |  |  |                      |  |
|                         |                          | Agnese di Staufen         | Goffredo di Staufen                |  |  |       |  |  |                    |  |  |                      |  |
|                         |                          | Agnese di Staufen         | Goffredo di Staufen                |  |  |       |  |  |                    |  |  |                      |  |
|                         |                          | Agnese di Staufen         | …                                  |  |  |       |  |  |                    |  |  |                      |  |
| Rodolfo I d'Asburgo     |                          | Agnese di Staufen         |                                    |  |  |       |  |  |                    |  |  |                      |  |
|                         |                          | Ulrico III di Kyburg      | Hartmann III di Dillingen e Kiburg |  |  |       |  |  |                    |  |  |                      |  |
|                         |                          | Ulrico III di Kyburg      | Hartmann III di Dillingen e Kiburg |  |  |       |  |  |                    |  |  |                      |  |
|                         |                          | Ulrico III di Kyburg      | Richenza di Lenzburg               |  |  |       |  |  |                    |  |  |                      |  |
| Edvige di Kyburg        |                          | Ulrico III di Kyburg      |                                    |  |  |       |  |  |                    |  |  |                      |  |
|                         |                          | Anna di Zähringen         | Bertoldo IV di Zähringen           |  |  |       |  |  |                    |  |  |                      |  |
|                         |                          | Anna di Zähringen         | Bertoldo IV di Zähringen           |  |  |       |  |  |                    |  |  |                      |  |
|                         |                          | Anna di Zähringen         | Elvige di Frohburg                 |  |  |       |  |  |                    |  |  |                      |  |
| Matilde d'Asburgo       |                          | Anna di Zähringen         |                                    |  |  |       |  |  |                    |  |  |                      |  |
|                         | Burcardo IV di Hohenberg | Burcardo III di Hohenberg |                                    |  |  |       |  |  |                    |  |  |                      |  |
|                         | Burcardo IV di Hohenberg | Burcardo III di Hohenberg |                                    |  |  |       |  |  |                    |  |  |                      |  |
|                         | Burcardo IV di Hohenberg | Cunegonda di Grünberg     |                                    |  |  |       |  |  |                    |  |  |                      |  |
| Burcardo V di Hohenberg | Burcardo IV di Hohenberg |                           |                                    |  |  |       |  |  |                    |  |  |                      |  |
|                         |                          | Valpurga di Aichelberg    | Luitoldo di Aichelberg             |  |  |       |  |  |                    |  |  |                      |  |
|                         |                          | Valpurga di Aichelberg    | Luitoldo di Aichelberg             |  |  |       |  |  |                    |  |  |                      |  |
|                         |                          | Valpurga di Aichelberg    | ? di Otterswang                    |  |  |       |  |  |                    |  |  |                      |  |
| Gertrude di Hohenberg   |                          | Valpurga di Aichelberg    |                                    |  |  |       |  |  |                    |  |  |                      |  |
|                         |                          | Rodolfo II di Tubinga     | Rodolfo I di Tubinga               |  |  |       |  |  |                    |  |  |                      |  |
|                         |                          | Rodolfo II di Tubinga     | Rodolfo I di Tubinga               |  |  |       |  |  |                    |  |  |                      |  |
|                         |                          | Rodolfo II di Tubinga     | Matilde di Gleiberg                |  |  |       |  |  |                    |  |  |                      |  |
| Matilde di Tubinga      |                          | Rodolfo II di Tubinga     |                                    |  |  |       |  |  |                    |  |  |                      |  |
|                         |                          | ? di Ronsberg             | Enrico di Ronsberg                 |  |  |       |  |  |                    |  |  |                      |  |
|                         |                          | ? di Ronsberg             | Enrico di Ronsberg                 |  |  |       |  |  |                    |  |  |                      |  |
|                         |                          | ? di Ronsberg             | Udihilda di Gammertingen           |  |  |       |  |  |                    |  |  |                      |  |
|                         |                          | ? di Ronsberg             |                                    |  |  |       |  |  |                    |  |  |                      |  |